# Jean-François Baldé
Jean-François Baldé is een Frans voormalig motorcoureur. Hij won vijf WK-races en zijn beste seizoen was dat van 1981, toen hij tweede werd in het wereldkampioenschap 250 cc en derde in het wereldkampioenschap 350 cc.

## Carrière

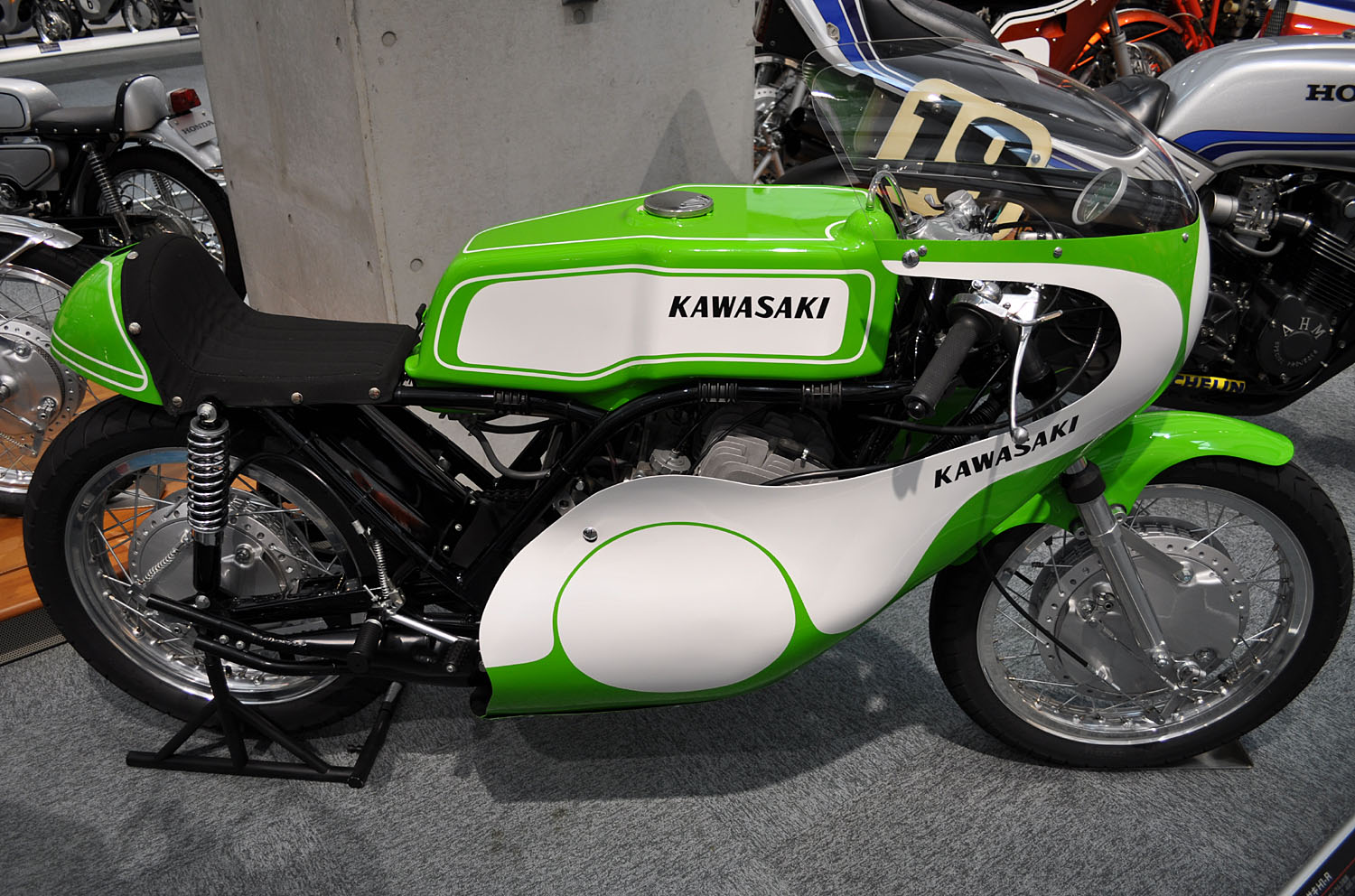
Kawasaki H 1 R

Jean-François Baldé begon zijn carrière in de Franse nationale kampioenschappen met een Suzuki T 500. In het seizoen 1973 startte hij met een Kawasaki H 1 R eenmalig in de Franse Grand Prix, waar hij als achtste eindigde. Pas in het seizoen 1975 ging hij serieus aan WK-races deelnemen. Hij startte zelfs in drie klassen, waarbij hij in de 500cc-klasse een opgeboorde versie van zijn Yamaha TZ 350 gebruikte. Dat was in die tijd heel normaal, omdat 500cc-productieracers nauwelijks bestonden. In het seizoen 1976 scoorde hij zijn eerste podiumplaats: hij werd derde in de 350cc-GP van Frankrijk.

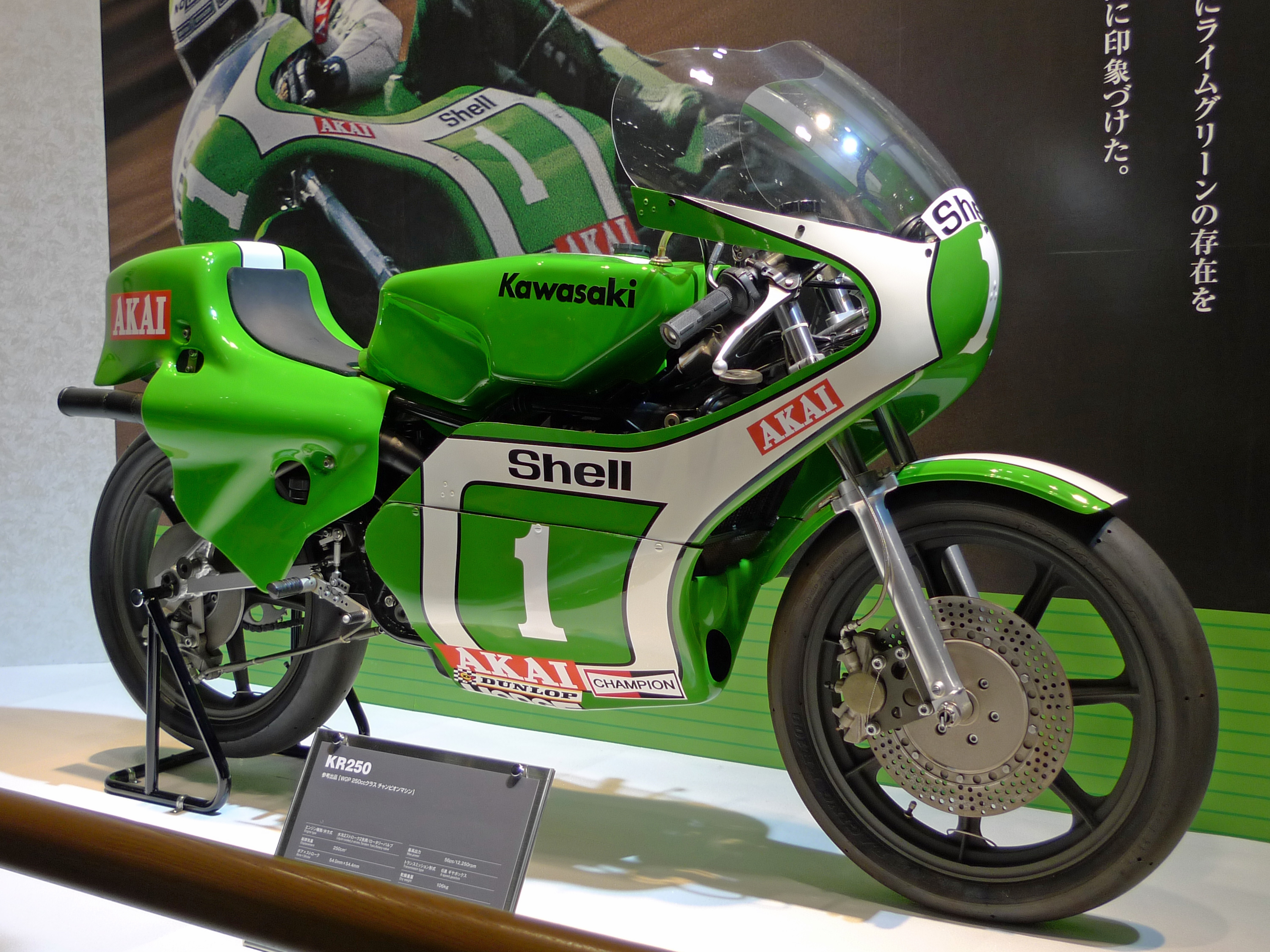
Kawasaki KR 250 uit 1977

In het seizoen 1980 begonnen de successen, toen hij zowel in de 250- als in de 350cc-klasse derde in het kampioenschap werd met een Kawasaki KR 250 en een Kawasaki KR 350. 
In het seizoen 1981 scoorde hij zijn eerste overwinning in de 250cc-race van de GP van Argentinië, waar hij in de 350cc-race tweede werd. Hij sloot het seizoen af met de tweede plaats in de 250cc-klasse en de derde plaats in de 350cc-klasse.
Het seizoen 1982 verliep tamelijk rommelig. Jean-François Baldé, in dit seizoen fabriekscoureur voor Kawasaki, leidde de stand om de 350cc-titel na de Britse Grand Prix, maar brak in de Finse Grand Prix een voet, waardoor hij drie wedstrijden moest missen. Daardoor ging de wereldtitel naar Toni Mang, die een groot deel van het seizoen had geworsteld met de afstelling van zijn Kawasaki KR 350, terwijl die van Baldé uitstekend liep. Baldé sloot het 350cc-seizoen als derde af, ook nog achter Didier de Radiguès. Het 250cc-seizoen verliep veel teleurstellender, want hier was het de machine van Baldé die maar niet goed wilde lopen. 

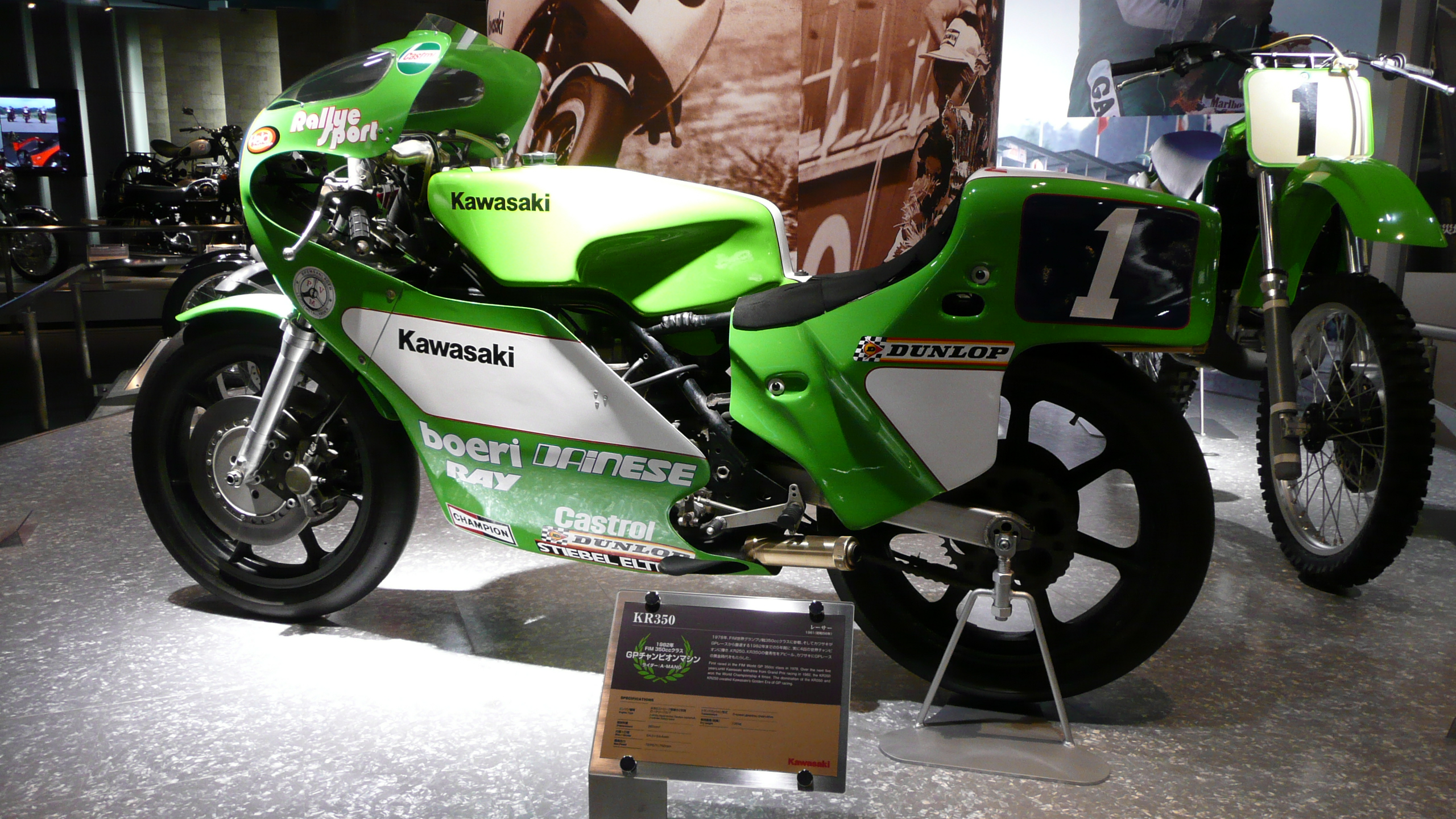
Kawasaki KR 350 uit 1983

In het seizoen 1983 kwam Baldé uit voor het team van Alain Chevallier, dat aangepaste Yamaha TZ 250's gebruikte. Doordat de GP van Zuid-Afrika al in maart werd verreden kwam Chevallier noodgedwongen met de machines uit 1982 aan de start, maar dat gold ook voor veel andere teams. Baldé profiteerde optimaal door poleposition, de snelste ronde en de overwinning te grijpen. Daarna ging het niet meer zo goed. Toen de concurrentie de 1983-machines klaar had ging het steeds slechter en na de GP van Joegoslavië waren de Chevallier-coureurs Baldé en Thierry Espié al gezakt naar de zesde en de zevende plaats. In de TT van Assen blesseerde Baldé zich zodanig dat hij het seizoen niet kon afmaken. 
Het was het eerste seizoen voor Baldé bij de Franse teams. In het seizoen 1984 werd hij gecontracteerd door Pernod, dat niet alleen gesponsord werd door Pernod Ricard, maar ook zijn eigen motorfietsen - compleet met motorblok -  bouwde. Met zo'n machine kon men best goed meekomen, maar de betrouwbaarheid was zo matig dat Pernod besloot om de Joegoslavische GP van 1984 over te slaan om de machines te verbeteren. Toch werd Baldé slechts tiende in het wereldkampioenschap en zijn teamgenoot Pierre Bolle kwam niet verder dan de twintigste plaats. 
In het seizoen 1985 bleef Baldé voor Pernod rijden, maar het ging al snel mis. Al na drie GP's stopte het team om de machines te verbeteren, maar tijdens de TT van Assen mocht Baldé zelfs niet op privébasis met een Pernod aan de start komen. Hij kocht twee Yamaha TZ 250's, die hij van een Chevallier-frame voorzag. Hij behield de sponsoring van Pernod Ricard en kon zo het seizoen afmaken, met weinig succes.
Toch werd het talent van Jean-François Baldé wel onderkend. In het seizoen 1986 werd hij opgenomen in het semi-fabrieksteam van Takazumi Katayama, die van Honda Racing Corporation een Honda NSR 250 kreeg en gesponsord werd door Rothmans International, de officiële sponsor van Honda. Helmut Fath verzorgde de technische ondersteuning. Baldé haalde vijf keer het podium en sloot het seizoen af als vijfde. 
Vanaf het seizoen 1987 werd hij weer privérijder, aanvankelijk met een Honda RS 250, later ook met de Défi-Rotax, maar tegen de vele fabrieksracers van Honda, Yamaha en Aprilia kon hij geen vuist meer maken. Tegen het einde van het seizoen 1989 maakte hij bekend dat hij zijn racecarrière zou beëindigen. 
Jean-François Baldé werd daarna radio- en televisiecommentator. 

## Wereldkampioenschap wegrace resultaten
(Races in vet zijn pole-positions; races in cursief geven de snelste ronde aan)

### Puntentelling
|                 | 1e | 2e | 3e | 4e | 5e | 6e | 7e | 8e | 9e | 10e | 11e | 12e | 13e | 14e | 15e |
| 1969 t/m 1987:: | 15 | 12 | 10 | 8  | 6  | 5  | 4  | 3  | 2  | 1   |     |     |     |     |     |
| vanaf 1988:     | 20 | 17 | 15 | 13 | 11 | 10 | 9  | 8  | 7  | 6   | 5   | 4   | 3   | 2   | 1   |

| Jaar | Klasse | Team           | Motorfiets                | 1       | 2          | 3       | 4       | 5       | 6       | 7       | 8          | 9       | 10      | 11      | 12      | 13      | 14     | 15      | Pnt | Plaats | Overw. |                                | Wereldkampioen  |
| ---- | ------ | -------------- | ------------------------- | ------- | ---------- | ------- | ------- | ------- | ------- | ------- | ---------- | ------- | ------- | ------- | ------- | ------- | ------ | ------- | --- | ------ | ------ | ------------------------------ | --------------- |
| 1973 | 500 cc | Privé          | Kawasaki H 1 R            | FRA 8   | OOS -      | DUI -   | NAT -   | IOM -   | JOE -   | NED -   | BEL -      | TSL -   | ZWE -   | FIN -   | SPA -   |         |        |         | 3   | 42e    | 0      |                                | Read, MV Agusta |
| 1975 | 250 cc | Privé          | Yamaha TZ 250             | FRA 11  | SPA -      |         | DUI 10  | NAT -   | IOM -   | NED 12  | BEL -      | ZWE 16  | FIN -   | TSL -   | JOE -   |         |        |         | 1   | 38e    | 0      | Villa, HD                      |                 |
| 1975 | 350 cc | Privé          | Yamaha TZ 350             | FRA 6   | SPA -      | OOS -   | DUI DNF | NAT -   | IOM -   | NED 17  |            |         | FIN 13  | TSL -   | JOE -   |         |        |         | 5   | 26e    | 0      | Cecotto, Yamaha/ Bimota-Yamaha |                 |
| 1975 | 500 cc | Privé          | Yamaha TZ 350 (opgeboord) | FRA -   |            | OOS -   | DUI -   | NAT -   | IOM -   | NED -   | BEL 10     | ZWE -   | FIN -   | TSL -   |         |         |        |         | 1   | 48e    | 0      | Agostini, Yamaha               |                 |
| 1976 | 250 cc | Privé          | Yamaha TZ 250             | FRA DNF |            | NAT 5   | JOE -   | IOM -   | NED DNF | BEL 16  | ZWE DNF    | FIN 9   | TSL DNF | DUI -   | SPA -   |         |        |         | 8   | 18e    | 0      | Villa, HD                      |                 |
| 1976 | 350 cc | Privé          | Yamaha TZ 350             | FRA 3   | OOS 15     | NAT 12  | JOE -   | IOM -   | NED DNF |         |            | FIN 11  | TSL DNF | DUI -   | SPA -   |         |        |         | 10  | 18e    | 0      | Villa, HD                      |                 |
| 1976 | 500 cc | Privé          | Yamaha TZ 350 (opgeboord) | FRA -   | OOS -      | NAT -   |         | IOM -   | NED -   | BEL -   | ZWE 13     | FIN -   | TSL -   | DUI -   |         |         |        |         | 0   | -      | 0      | Sheene, Suzuki                 |                 |
| 1977 | 250 cc | Privé          | Kawasaki KR 250           | VEN -   |            | DUI -   | NAT 7   | SPA DNF |         |         |            |         |         |         | TSL 15  | GBR -   |        |         | 4   | 29e    | 0      | Lega, Yamaha/ Morbidelli       |                 |
| 1977 | 250 cc | Privé          | Yamaha TZ 250             |         |            |         |         |         | FRA DNF | JOE -   | NED DNF    | BEL DNF | ZWE -   | FIN DNF |         |         |        |         | 4   | 29e    | 0      | Lega, Yamaha/ Morbidelli       |                 |
| 1977 | 350 cc | Privé          | Yamaha TZ 350             | VEN -   | OOS afgel. | DUI -   | NAT -   | SPA -   | FRA -   | JOE -   | NED 14     |         | ZWE -   | FIN DNF | TSL DNF | GBR -   |        |         | 0   | -      | 0      | Katayama, Yamaha               |                 |
| 1977 | 500 cc | Privé          | Fath                      | VEN -   | OOS DNQ    | DUI DNQ |         |         |         |         |            |         |         |         |         |         |        |         | 0   | -      | 0      | Sheene, Suzuki                 |                 |
| 1977 | 500 cc | Privé          | Yamaha TZ 350 (opgeboord) |         |            |         | NAT -   |         | FRA -   |         | NED -      | BEL DNF | ZWE -   | FIN -   | TSL -   | GBR -   |        |         | 0   | -      | 0      | Sheene, Suzuki                 |                 |
| 1978 | 250 cc | Privé          | Kawasaki KR 250           | VEN -   | SPA -      |         | FRA 24  | NAT 9   | NED 14  | BEL DNF | ZWE -      | FIN 6   | GBR 7   | DUI 4   | TSL -   | JOE -   |        |         | 19  | 13e    | 0      | Ballington, Kawasaki           |                 |
| 1979 | 250 cc | Privé          | Kawasaki KR 250           | VEN -   |            | DUI 12  | NAT 5   | SPA 7   | JOE 13  | NED 5   | BEL boycot | ZWE 7   | FIN 7   | GBR DNF | TSL 13  | FRA 6   |        |         | 29  | 8e     | 0      | Ballington, Kawasaki           |                 |
| 1980 | 250 cc | Privé          | Kawasaki KR 250           | NAT 2   | SPA 4      | FRA DNF | JOE 6   | NED 7   | BEL 11  | FIN 4   | GBR 18     | TSL 3   | DUI 2   |         |         |         |        |         | 59  | 3e     | 0      | Mang, Krauser-Kawasaki         |                 |
| 1980 | 350 cc | Privé          | Kawasaki KR 350           | NAT 16  |            | FRA 4   |         | NED 7   |         |         | GBR 4      | TSL 2   | DUI 4   |         |         |         |        |         | 38  | 3e     | 0      | Ekerold, Bimota-Yamaha         |                 |
| 1981 | 250 cc | Privé          | Kawasaki KR 250           | ARG 1   |            | DUI 9   | NAT 6   | FRA 4   | SPA 2   |         | NED 6      | BEL 3   | SMR 3   | GBR 7   | FIN 2   | ZWE 3   | TSL 9  |         | 95  | 2e     | 1      | Mang, Kawasaki                 |                 |
| 1981 | 350 cc | Privé          | Kawasaki KR 350           | ARG 2   | OOS DNF    | DUI DNF | NAT DNF |         |         | JOE 6   | NED 3      |         |         | GBR 3   |         | TSL 2   |        |         | 49  | 3e     | 0      | Mang, Kawasaki                 |                 |
| 1982 | 250 cc | Kawasaki       | KR 250                    |         |            | FRA 2   | SPA DNF | NAT 11  | NED DNF | BEL 23  | JOE 11     | GBR 13  | ZWE 3   | FIN DNF | TSL DNQ | SMR DNQ | DUI 12 |         | 22  | 12e    | 0      | Tournadre, Yamaha              |                 |
| 1982 | 350 cc | Kawasaki       | KR 350                    | ARG 2   | OOS DNF    | FRA 1   |         | NAT DNF | NED 1   |         |            | GBR 1   |         | FIN DNS | TSL 14  |         | DUI 9  |         | 59  | 3e     | 3      | Mang, Kawasaki                 |                 |
| 1983 | 250 cc | Chevallier     | Yamaha TZ 250             | ZAF 1   | FRA 15     | NAT 10  | DUI 8   | SPA 6   | OOS 12  | JOE 4   | NED DNF    | BEL DNS | GBR DNS | ZWE DNS |         |         |        |         | 32  | 8e     | 1      | Lavado, Yamaha                 |                 |
| 1984 | 250 cc | Pernod         | 250                       | ZAF 7   | NAT 20     | SPA 5   | OOS 9   | DUI DNF | FRA 14  | JOE DNS | NED DNF    | BEL 18  | GBR 4   | ZWE 6   | SMR DNF |         |        |         | 25  | 10e    | 0      | C. Sarron, Yamaha              |                 |
| 1985 | 250 cc | Pernod         | 250                       | ZAF 7   | SPA 10     | DUI 22  | NAT DNS | OOS DNS | JOE 13  | NED DNS |            |         |         |         |         |         |        |         | 8   | 19e    | 0      | Spencer, Honda                 |                 |
| 1985 | 250 cc | Privé          | Yamaha TZ 250             |         |            |         |         |         |         |         | BEL DNF    | FRA 8   | GBR DNF | ZWE 11  | SMR 22  |         |        |         | 8   | 19e    | 0      | Spencer, Honda                 |                 |
| 1986 | 250 cc | Katayama-Honda | Fath-Honda NSR 250        | SPA 8   | NAT 3      | DUI 4   | OOS 3   | JOE 2   | NED 9   | BEL DNF | FRA 4      | GBR DNF | ZWE 3   | SMR DNF |         |         |        |         | 63  | 5e     | 0      | Lavado, Yamaha                 |                 |
| 1987 | 250 cc | Privé          | Honda RS 250              | JAP 15  | SPA -      | DUI 15  |         |         |         |         | FRA DNF    | GBR DNF | ZWE 10  | TSL DNF | SMR DNF |         |        |         | 6   | 18e    | 0      | Mang, Honda                    |                 |
| 1987 | 250 cc | Privé          | Défi-Rotax                |         |            |         | NAT DNS | OOS 14  | JOE 18  | NED DNQ |            |         |         |         |         | POR 6   | BRA 12 | ARG DNS | 6   | 18e    | 0      | Mang, Honda                    |                 |
| 1988 | 250 cc | Privé          | Défi-Rotax                | JAP 21  | VST DNF    | SPA DNF | POR DNF | NAT DNF | DUI DNS | OOS 23  | NED 19     | BEL DNF | JOE 13  | FRA 20  | GBR 23  | ZWE 9   | TSL 21 | BRA 22  | 10  | 31e    | 0      | S. Pons, Honda                 |                 |
| 1989 | 250 cc | Privé          | Yamaha TZ 250             | JAP -   | AUS 26     | VST 25  | SPA -   | NAT 25  | DUI 25  | OOS 17  | JOE DNF    | NED 23  | BEL -   | FRA -   | GBR 27  | ZWE DNF | TSL 31 | BRA 22  | 0   | -      | 0      | S. Pons, Honda                 |                 |

## Trivia

### Winst tegen wil en dank
De Franse GP van 1982 werd geboycot door bijna alle belangrijke coureurs, maar Jean-François Baldé wilde zijn fans niet teleurstellen en startte toch. Hij wilde echter niet winnen en profiteren van de afwezigheid van concurrenten in de 350cc-klasse. Hij probeerde Didier de Radiguès voorbij te laten, maar ook die wilde niet winnen. Zo ging de overwinning naar Baldé, een halve seconde voor De Radiguès. Hevig geëmotioneerd verdween Baldé naar het rennerskwartier. Hij liet zich ook niet huldigen. Hij had al verklaard de zaak recht te willen trekken door niet in de GP van Tsjecho-Slowakije te starten als Toni Mang of Carlos Lavado daarom zouden vragen. In de 250cc-race was het hem wel gelukt een ander te laten winnen: hij liet Jean-Louis Tournadre voorgaan. Het leverde Tournadre drie extra punten op. Aan het eind van het seizoen ging dit ten koste van Toni Mang: Tournadre werd wereldkampioen met slechts een punt verschil op Mang.